# رنگ من کوبریک
رنگ من کوبریک (به انگلیسی: Colour Me Kubrick) فیلمی محصول سال ۲۰۰۶ و به کارگردانی برایان دبلیو. کوک است. در این فیلم بازیگرانی همچون جان مالکوویچ، ماریسا برنسون، جیم دیویدسون، ریچارد ئی. گرانت، ترنس ریگبی، کن راسل، اونور بلکمن و پیتر سالیس ایفای نقش کرده‌اند.